# Antimima longipes
Antimima longipes är en isörtsväxtart som först beskrevs av L. Bol., och fick sitt nu gällande namn av M. Dehn. Antimima longipes ingår i släktet Antimima och familjen isörtsväxter. Inga underarter finns listade i Catalogue of Life.